# Canton de Laruns
Le canton de Laruns est une ancienne division administrative française, située dans le département des Pyrénées-Atlantiques et la région Aquitaine.

## Composition
Le canton regroupe 8 communes :
- Aste-Béon
- Béost
- Bielle
- Bilhères
- Eaux-Bonnes
- Gère-Bélesten
- Laruns
- Louvie-Soubiron

## Histoire
- En 1790[1], Bielle était le chef-lieu de ce canton, augmenté de Louvie-Juzon, et dépendant du district d'Oloron.

- De 1833 à 1848, les cantons d'Arudy et de Laruns avaient le même conseiller général. Le nombre de conseillers généraux était limité à 30 par département.

## Représentation

### Conseillers généraux de 1833 à 2015
| Période           | Identité                              | Parti                           | Qualité                                                                                            |
| ----------------- | ------------------------------------- | ------------------------------- | -------------------------------------------------------------------------------------------------- |
| 1833-1852         | Marquis Jacques de Livron (1773-1856) | Carliste rallié au gouvernement | Agronome, propriétaire, ancien maire de Laruns Député                                              |
| 1852-1856         | Marquis Léon de Laborde (1807-1869)   |                                 | Ancien Directeur des Archives de l'Empire Propriétaire, maire de Bielle                            |
| 1856-1861         | Marquis Charles d'Angosse             |                                 | Propriétaire à Pau                                                                                 |
| 1861-1870         | Robert Cogombles                      |                                 | Propriétaire, colonel, maire de Bielle                                                             |
| 1870-1876 (décès) | Oscar de Bataille                     |                                 | Maire de Laruns (1870-1876)                                                                        |
| 1876-1892         | Jean-Auguste Porte                    | Républicain                     | Propriétaire-rentier à Bilhères                                                                    |
| 1892-1910         | Gustave Abbadie-Tourné                | Républicain                     | Pharmacien Vice-consul d'Espagne Maire d'Eaux-Bonnes                                               |
| 1910-1940         | Pierre Pommé                          | RG                              | Propriétaire, maire de Bielle, conseiller d'arrondissement Nommé conseiller départemental en 1943  |
|                   |                                       |                                 | |
| 1945-1950 (décès) | Pierre Moulat                         | SFIO                            | |
| 1951-1955         | Jean Bonnemaison                      | SFIO                            | Professeur                                                                                         |
| 1955-1961         | Jacques Figué                         | DVD puis UNR                    | Professeur à Laruns                                                                                |
| 1961-1979         | André Fabre                           | SFIO puis PS puis DVG           | Maire de Laruns (1983-1989)                                                                        |
| 1979-1992         | Henri Eyt                             | RPR                             | Entrepreneur, adjoint au Maire de Laruns                                                           |
| 1992-2004         | Jean Baylaucq                         | PS                              | Agriculteur Maire de Bielle (1971-2014)                                                            |
| 2004-2015         | André Berdou                          | PS                              | Médecin généraliste Maire de Laruns (1995-2008) Elu en 2015 dans le Canton d'Oloron-Sainte-Marie-2 |

### Conseillers d'arrondissement (de 1833 à 1940)
| Période                                  | Période      | Identité                                         | Étiquette   | Qualité |
| ---------------------------------------- | ------------ | ------------------------------------------------ | ----------- | --- |
| 1833                                     | 1854         | Roch Sainte-Croix Auguste de Laborde (1805-1854) |             | Rentier, propriétaire du château et maire de Bielle                                                         |
|                                          |              |                                                  |             | |
|                                          | 1885 (décès) | Jean Sulpice Tapie Brune (1830-1885)             |             | Médecin, officier de santé à Laruns                                                                         |
|                                          |              |                                                  |             | |
| 1892                                     | 1907         | M. Bonnecase                                     | Républicain | Géomètre, maire de Bilhères                                                                                 |
| 1907                                     | 1910         | Pierre Pommé                                     | RG          | Propriétaire à Bielle                                                                                       |
|                                          |              |                                                  |             | |
| 1919                                     | 1940         | Auguste Arribe                                   | RG          | Notaire à Laruns, Président du Conseil d'arrondissement                                                     |
| 1940                                     |              |                                                  |             | Les conseils d'arrondissement ont été suspendus par la loi du 12 octobre 1940 et n'ont jamais été réactivés |
| Les données manquantes sont à compléter. |              |                                                  |             | |

## Démographie
| 1962  | 1968  | 1975  | 1982  | 1990  | 1999  | 2006  | 2011  | 2012  |
| ----- | ----- | ----- | ----- | ----- | ----- | ----- | ----- | ----- |
| 4 076 | 3 903 | 3 419 | 3 323 | 3 266 | 3 169 | 3 143 | 3 052 | 2 990 |